# Nathan Buayi-Kiala
Nathan Buayi-Kiala (* 29. Februar 2004 in Lille) ist ein französisch-kongolesischer Fußballspieler, der bei AJ Auxerre in der Ligue 1 unter Vertrag steht.

## Karriere

### Verein
Buayi-Kiala begann seine fußballerische Ausbildung im Oktober 2010 beim AC Mons-en-Barœul. Nach vier Jahren wechselte er in die Jugendakademie des OSC Lille. In der Saison 2020/21 spielte er bereits für die B-Junioren und auch schon für die A-Junioren des Vereins. 2021/22 kam er neben U19-Spielen in Liga, Pokal und UEFA Youth League auch schon zu Einsätzen für die fünftklassige Zweitmannschaft.
Im Sommer 2022 wechselte er nach Italien zum Zweitligisten Parma Calcio 1913. Hier kam er jedoch auch nur in der U19-Mannschaft zu Spielzeit, stand jedoch sechsmal im Spieltagskader der Profimannschaft.
Für die darauf folgende Spielzeit 2023/24 wurde er schließlich an den französischen Zweitligisten AJ Auxerre verliehen. Dort debütierte er am ersten Spieltag gegen den FC Valenciennes nach später Einwechslung im Profibereich. Insgesamt spielte er 2023/24 viermal für die erste Mannschaft, sonst lief er öfters für die Reserve auf. Die Ligue 2 konnte er mit der AJA gewinnen und somit in die Ligue 1 aufsteigen. Gegen Ende der Spielzeit zog er sich eine Verletzung am Kreuzband zu, wurde dennoch fest von dem Verein verpflichtet.

### Nationalmannschaft
Buayi-Kiala spielte bereits für diverse Juniorennationalmannschaften Frankreichs und gewann mit der U18-Mannschaft die Mittelmeerspiele 2022.

## Erfolge
AJ Auxerre
- Meister der Ligue 2: 2024  ▲